# Prijs van de Zweedse Rijksbank voor economie

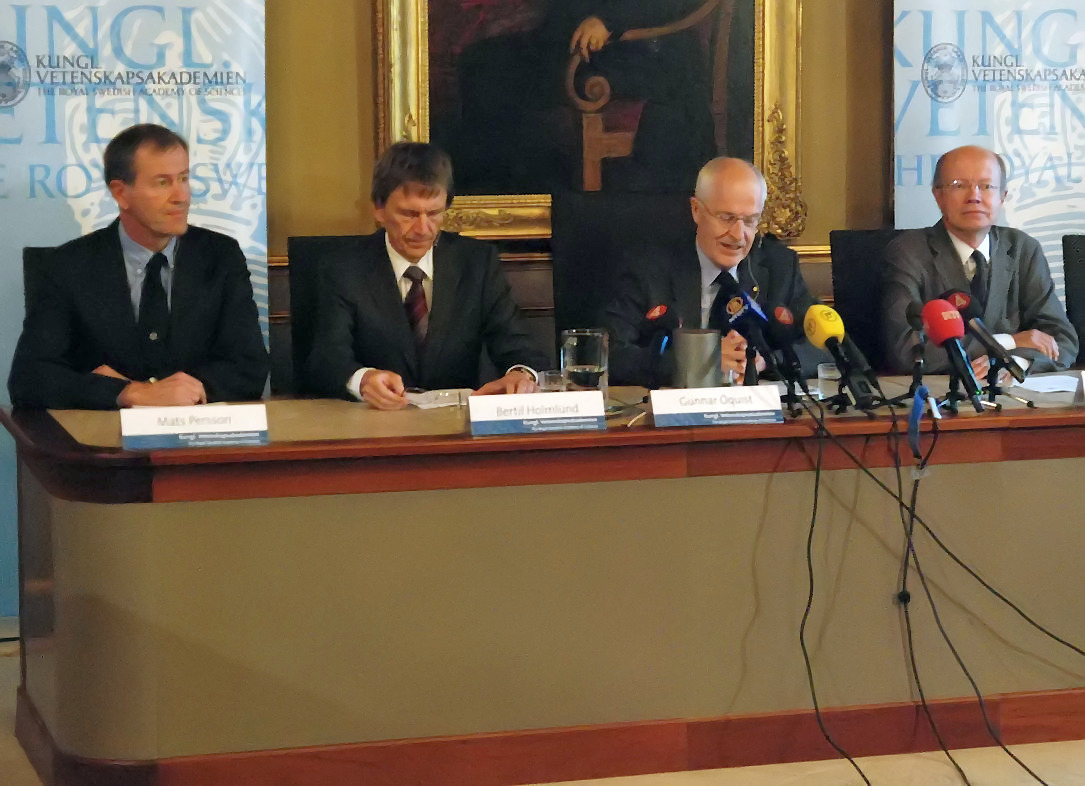
Prijs van de Zweedse Rijksbank voor economie 2008 voor Paul Krugman

De Prijs van de Zweedse Rijksbank voor Economische Wetenschappen ter nagedachtenis aan Alfred Nobel, veelal aangeduid als de Nobelprijs voor Economie, werd ingesteld en voor het eerst uitgereikt in 1969, ter herdenking van het 300-jarig bestaan van de bank. 
De Sveriges Riksbank, de Rijksbank van Zweden, is de centrale bank van Zweden. De prijs is eigenlijk geen Nobelprijs maar wordt zo genoemd omdat hij wordt uitgereikt tijdens dezelfde ceremoniële bijeenkomst in Stockholm als de eigenlijke Nobelprijzen, die van de Nobelstichting, met uitzondering van de Nobelprijs voor de Vrede. De prijs wordt jaarlijks toegekend door een commissie van de Koninklijke Zweedse Academie voor Wetenschappen.
De associatie van deze prijs met de oorspronkelijke Nobelprijzen is controversieel. Familie van Alfred Nobel distantieert zich van de prijs, die in haar ogen is bedoeld om winstmaximalisatie een respectabel voorkomen te geven.
De John Bates Clark Medal is een soortgelijke prijs voor economen jonger dan 40 jaar die een belangrijke bijdrage hebben geleverd aan de economische wetenschap

## Lijst van winnaars
| Jaar | Naam                                                | Toelichting |
| ---- | --------------------------------------------------- | --- |
| 1969 | Ragnar Frisch Jan Tinbergen                         | “Voor het ontwikkelen en uitvoeren van dynamische modellen voor analyses van economische processen." |
| 1970 | Paul Samuelson                                      | “Voor het wetenschappelijk werk waarmee hij statische en dynamische economische theorieën heeft ontwikkeld en het actief bijdragen tot het verhogen van analyses in de economische wetenschap."                       |
| 1971 | Simon Kuznets                                       | |
| 1972 | John Hicks Kenneth Arrow                            | “Voor hun bijdrage aan de algemene evenwichtstheorie en de welvaartstheorie." |
| 1973 | Wassily Leontief                                    | “Voor het ontwikkelen van de input-output methode en de toepassing daarvan op belangrijke economische vraagstukken."                                                                                                  |
| 1974 | Gunnar Myrdal Friedrich von Hayek                   | “Voor hun werk aan de geldtheorie en economische fluctuaties en hun analyse van de afhankelijkheid van economische, sociale en institutionele fenomenen."                                                             |
| 1975 | Leonid Kantorovitsj Tjalling Koopmans               | |
| 1976 | Milton Friedman                                     | |
| 1977 | Bertil Ohlin James Meade                            | “Voor hun baanbrekende bijdrage aan de internationale handelstheorie en internationale kapitaalbewegingen." |
| 1978 | Herbert Simon                                       | “Voor zijn pioniersonderzoek naar het keuzeproces in economische organisaties." |
| 1979 | Theodore Schultz William Arthur Lewis               | “Voor hun pioniersonderzoek naar de economische ontwikkeling, onderzoek waarin vooral aandacht besteed werd aan problemen in zich ontwikkelende landen."                                                              |
| 1980 | Lawrence Klein                                      | |
| 1981 | James Tobin                                         | |
| 1982 | George Stigler                                      | |
| 1983 | Gérard Debreu                                       | |
| 1984 | Richard Stone                                       | |
| 1985 | Franco Modigliani                                   | |
| 1986 | James M. Buchanan                                   | |
| 1987 | Robert Solow                                        | |
| 1988 | Maurice Allais                                      | |
| 1989 | Trygve Haavelmo                                     | |
| 1990 | Harry Markowitz Merton Miller William Sharpe        | |
| 1991 | Ronald Coase                                        | “Voor zijn ontdekking en verklaring van het belang van transactiekosten en eigendomsrecht voor de institutionele structuur en het functioneren van de economie."                                                      |
| 1992 | Gary Becker                                         | “Voor het uitbreiden van het domein van micro-economische analyse naar een brede waaier aan menselijke gedragingen en interacties, waaronder ook gedrag buiten de markt."                                             |
| 1993 | Robert Fogel Douglass North                         | “Voor het vernieuwen van onderzoek in economische geschiedenis door de toepassing van economische theorie en kwantitatieve methoden om economische en institutionele verandering te verklaren."                       |
| 1994 | Reinhard Selten John Forbes Nash jr. John Harsanyi  | “Voor hun baanbrekende analyse van evenwicht in de theorie van niet-coöperatieve spellen." |
| 1995 | Robert Lucas jr.                                    | |
| 1996 | James Mirrlees William Vickrey                      | |
| 1997 | Robert C. Merton Myron Scholes                      | |
| 1998 | Amartya Sen                                         | “Voor zijn bijdrage aan de welvaartseconomie." |
| 1999 | Robert Mundell                                      | |
| 2000 | James Heckman                                       | |
| 2000 | Daniel McFadden                                     | |
| 2001 | George Akerlof Michael Spence Joseph Stiglitz       | |
| 2002 | Daniel Kahneman                                     | “Voor het integreren van inzichten uit psychologisch onderzoek in de economische wetenschappen, meer bepaald betreffende het menselijke oordeelsvermogen en het nemen van beslissingen in situaties van onzekerheid." |
| 2002 | Vernon L. Smith                                     | “Voor het tot stand brengen van laboratoriumexperimenten in empirische economische analyse, meer bepaald in de studie van alternatieve marktmechanismen."                                                             |
| 2003 | Robert Engle                                        | |
| 2003 | Clive Granger                                       | |
| 2004 | Finn Kydland Edward Prescott                        | “Voor hun bijdragen aan dynamische macro-economie: de consistentie van economisch beleid over tijd, en de drijvende krachten achter conjunctuur."                                                                     |
| 2005 | Robert Aumann Thomas Schelling                      | “Voor het vergroten van ons begrip van conflict en samenwerking door speltheoretische analyse." |
| 2006 | Edmund Phelps                                       | |
| 2007 | Leonid Hurwicz Eric Maskin Roger Myerson            | “Voor het leggen van de basis van de theorie van mechanism design." |
| 2008 | Paul Krugman                                        | “Voor zijn analyses van handelspatronen en de locatie van economische activiteiten." |
| 2009 | Elinor Ostrom                                       | “Voor haar analyse van economisch bestuur, vooral in het publieke veld." |
| 2009 | Oliver Williamson                                   | ”Voor zijn analyse van economisch bestuur, vooral waar het gaat om de grenzen van bedrijven." |
| 2010 | Peter Diamond Dale Mortensen Christopher Pissarides | “Voor hun onderzoek naar zoekfricties op markten." |
| 2011 | Christopher Sims Thomas Sargent                     | “Voor hun onderzoeken over de macro-economie." |
| 2012 | Alvin Roth Lloyd Shapley                            | “Voor hun onderzoek naar de manier waarop allerlei zaken in de economie worden gematcht." |
| 2013 | Eugene Fama Lars Peter Hansen Robert Shiller        | “Voor hun empirische analyse van de prijzen van activa." |
| 2014 | Jean Tirole                                         | “Voor zijn analyse van de kracht van de markt en regulering." |
| 2015 | Angus Deaton                                        | “Voor zijn analyse van consumptie, armoede en welvaart." |
| 2016 | Oliver Hart Bengt Holmström                         | “Voor hun bijdrage aan de contracttheorie." |
| 2017 | Richard Thaler                                      | “Voor zijn bijdrage aan de gedragseconomie." |
| 2018 | William Nordhaus                                    | “Voor zijn werk in het integreren van klimaatverandering in macro-economisch onderzoek." |
| 2018 | Paul Romer                                          | “Voor zijn werk in het integreren van technologische innovaties in macro-economisch onderzoek." |
| 2019 | Abhijit Banerjee Esther Duflo Michael Kremer        | “Voor hun experimentele aanpak om wereldwijd armoede te verlichten." |
| 2020 | Paul Milgrom Robert B. Wilson                       | “Voor verbeteringen in de veilingtheorie en het uitvinden van nieuwe vormen van veilingen." |
| 2021 | Guido Imbens Joshua Angrist                         | “Voor hun methodologische bijdragen aan de analyse van causale inferentie." |
| 2021 | David Card                                          | “Voor zijn empirische bijdragen aan de arbeidseconomie." |
| 2022 | Ben Bernanke Douglas Diamond Philip Dybvig          | “Voor onderzoek naar banken en financiële crises." |
| 2023 | Claudia Goldin                                      | "Omdat ze ons inzicht in de resultaten van de arbeidsmarkt voor vrouwen heeft vergroot." |
| 2024 | Daron Acemoglu Simon Johnson James Robinson         | "Voor studies naar hoe instellingen worden gevormd en welvaart beïnvloeden." |

## Websites
- (en)  Officiële website

1969: Frisch, Tinbergen ·
1970 : Samuelson ·
1971: Kuznets ·
1972: Hicks, Arrow ·
1973: Leontief ·
1974: Myrdal, Hayek ·
1975: Kantorovitsj, Koopmans ·
1976: Friedman ·
1977: Ohlin, Meade ·
1978: Simon ·
1979: Schultz, Lewis ·
1980: Klein ·
1981: Tobin ·
1982: Stigler ·
1983: Debreu ·
1984: Stone ·
1985: Modigliani ·
1986: Buchanan ·
1987: Solow ·
1988: Allais ·
1989: Haavelmo ·
1990: Markowitz, Miller, Sharpe ·
1991: Coase ·
1992: Becker ·
1993: Fogel, North ·
1994: Harsanyi, Nash, Selten ·
1995: Lucas ·
1996: Mirrlees, Vickrey ·
1997: Merton, Scholes ·
1998: Sen ·
1999: Mundell ·
2000: Heckman, McFadden ·
2001: Akerlof, Spence, Stiglitz ·
2002: Kahneman, Smith ·
2003: Engle, Granger ·
2004: Kydland, Prescott ·
2005: Aumann, Schelling ·
2006: Phelps ·
2007: Hurwicz, Maskin, Myerson ·
2008: Krugman ·
2009: Ostrom, Williamson ·
2010: Diamond, Mortensen, Pissarides ·
2011: Sims, Sargent ·
2012: Roth, Shapley  ·
2013: Fama, Hansen, Shiller  ·
2014: Tirole  ·
2015: Deaton  ·
2016: Hart, Holmström ·
2017: Thaler ·
2018: Nordhaus, Romer ·
2019: Banerjee, Duflo, Kremer ·
2020: Milgrom, Wilson ·
2021: Imbens, Angrist, Card ·
2022: Bernanke, Diamond, Dybvig ·
2023: Goldin ·
2024: Acemoglu, Johnson, Robinson
Alfred Nobel · Sveriges Riksbank
Karolinska-instituut · Zweedse Academie · Koninklijke Zweedse Academie voor Wetenschappen · Noors Nobelinstituut / Noors Nobelcomité
Economie · Fysiologie of Geneeskunde · Literatuur · Natuurkunde · Scheikunde · Vrede